# Jet de pierre
Pour le mode d'exécution à l'aide de jets de pierres, voir lapidation. Pour le sport, voir Lancer de pierre (en).

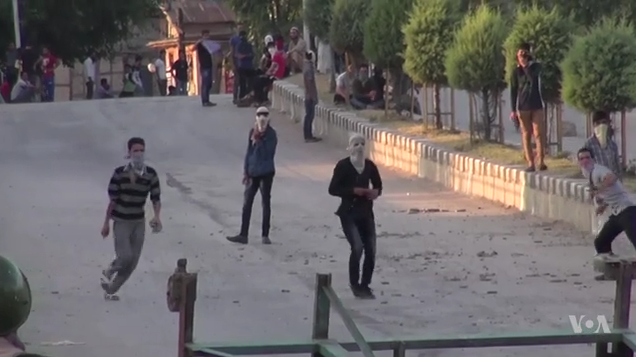
Jeunes manifestations lançant des pierres aux forces de l'ordre indiennes lors des.

L'acte de lancer des pierres ou d'effectuer des jets de pierres est un acte consistant à projeter des pierres en l'air.

## Historique

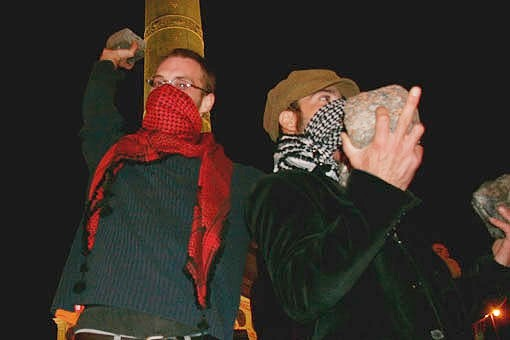
Manifestants anti-Sarkozy équipés de pierres à lancer en 2007.